# Alfredo Guerrero
Alfredo Guerrero (Cartagena de Indias, 28 de septiembre de 1936-ibídem, 1 de agosto de 2023) fue un pintor, dibujante y grabador colombiano.

## Biografía
Alfredo Guerrero nació en Cartagena de Indias, el 28 de septiembre de 1936. Alumno fundador de la Escuela de Bellas Artes de Cartagena, con Darío Morales, Heriberto Cogollo y Cecilia Delgado entre otros en el año de 1958. Su primer maestro fue el pintor francés Pierre Daguet.
En 1960 se traslada a Bogotá, continúa estudios en la Escuela de Bellas Artes de la Universidad Nacional (1960–1964), siendo este su último periodo de estudio de artes en Colombia y donde fueron sus maestros Ignacio Gómez Jaramillo - Pintura Mural, Roberto López Ocampo - Anatomía, Jorge Ruiz Linares - Dibujo, todos ellos de mucha importancia en su formación. En 1965 viaja a Europa, continuando sus estudios en el Círculo de Bellas Artes de Madrid.
Se traslada a Florencia (Italia) y se inscribe en la Academia del Desnudo, de la Escuela de San Marcos; En Venencia conoce al escultor Marino Marini, estudia las obras del Renacimiento Italiano, Paolo Uccelo, Piero Della Francesca, Tiziano y conoce la obra del Caravaggio. Decide vivir en París y estudia en la Escuela de Bellas Artes en el Taller de Gustave Singier. Asiste a la Escuela de Grabado de La Ville de Paris.

## Exposiciones
Participa en diferentes exposiciones de artistas latinoamericanos
- Maison De L´Amerique Latine “Schemes 67”
- Museo de Arte Moderno de Paris
- Galería Le Poin Auxerre – Francia
- Participa en el movimiento de “Mayo del 68”, elaborando carteles con estudiantes de Bellas Artes.
- En Colombia Participa en la II Bienal de Arte Coltejer - Medellín
- Exposición de arte Erótico Galería Belarca -  Bogotá
- XXI Salón Nacional de Artistas Colombianos – Bogotá
- Salón de dibujantes Colombianos, Biblioteca Nacional -  Bogotá
- 1971 Exposición de Dibujantes y Grabadores Colombianos, Biblioteca Luis Ángel Arango - Bogotá
- Exposición Individual, Galería Belarca – Bogotá
- 1972 Segunda Bienal de Grabado Latinoamericano - San Juan de Puerto Rico
- Segunda Bienal Internacional de Grabado, Seúl – Corea
- Salón Latinoamericano de Pintura, Quito – Ecuador
- Bienal Gráfica de Viena - Austria
- Ibizagrafic 72”, Ibiza – España
- Instituto Latinoamericano, Universidad de Chile
- Casa de las Américas, La Habana - Cuba
- 1973 Realiza Exposición Individual en la Galería Belarca – Bogotá
- Segunda Bienal de Artes Gráficas, Museo La Tertulia – Cali,

Obtiene la medalla de oro en grabado
- 1973 Bienal Gráfica, Museo de Arte Moderno, Ljubjana – Yugoeslavia

En 1974 participa en:
- Ibizagrafic 74”, Ibiza – España
- Tercera Exposición Internacional de Grabado, Segovia – España
- Second NH International Graphic Anual, The Nashua Arts Science Center, Estados Unidos
- Exposición Intinerante por Universidades y Centros Culturales de los EE. UU., OEA – Washington
- XXV Salón de Artes Visuales, Museo Nacional – Bogotá

Recibe premio en dibujo por su autorretrato
- Realiza Exposición Individual en la Galería Belarca 1974 – Bogotá
- Tercera RD United States International Graphic Annual, Hollis NH – Estado Unidos
- 1975 Exposición Individual, “Gente”, Galería Belarca - Bogotá
- Cinco Dibujantes (Astudillo, Caballero, Guerrero, Jaramillo y Truss Museo de Arte Moderno - Bogotá
- 1976 III Norwegian International Print Bienal, Fredrikstad – Norwegian
- VI Biennale Internationale de la Gravure, Cracovie -  Pologne

Recibe distinción y medalla
- Contemporani Printmarkers of the Americas, Organization of American States
- Premio Internazionale Bielle Per Lincisione – Italia
- 1977 Figura 2 Kunstler Drucken, Leipzing – Alemania
- Tres Dibujantes (Alfredo Guerrero, Mariana Varela y Saturnino Ramírez) Galería Monte Avila – Bogotá
- La Plástica Colombiana de este Siglo, Casa de las Américas, La Habana – Cuba
- Arte Actual de Iberoamérica, Centro Cultural de la Villa de Madrid - España

Viaja a Europa por tres meses y conoce en la Galería Claude Bernard de Paris al Pintor Irlandés Francis Bacon, quien le autografía un libro
- 1978 VI Expositione Internationale de Dessigns Originaux, Rijeka – Yugoslavie
- Exposición de Autorretratos, Alfredo Guerrero, Juan Antonio Roda y Juan Cárdenas, Galería Iriarte – Bogotá
- Exposición Individual de Autorretratos y Desnudos (42 obras) Galería San Diego – Bogotá

1979 Recibe beca del ICETEX para visitar museos de Estado Unidos y Europa
Una de sus obras entra a formar partes de la colección de la Galería de Gli Ufizzi
Viaja nuevamente por los Estados Unidos, visitando museos
Realiza un afiche para la Inauguración del Teatro Libre de Bogotá, con concierto de Rafael Puyana
1980 Sergio Trujillo realiza un video sobre su obra, con textos de German Rubiano
- 1981 Expone individualmente en la Galería Garcés Velásquez – Bogotá
- 1982 - 1983 Expone Oleos y Dibujos en la Galería Arte Autopista - Medellín

1984 Diego Carrizoza realiza un video “Un día en la vida de Alfredo Guerrero”, el que con cuatro videos más sobre arte colombiano recibe el Premio Nacional de Periodismo
- 1984 El Dibujo Actual en Colombia, Centro Colombo Americano – Bogotá
- Expone Individualmente Desnudos, Autorretratos y Paisajes en la Galería Acosta Valencia – Bogotá
- The Prints of the World, Kagawa -  Japón
- 1986 Expone Individualmente en la Galería Quintero – Barranquilla
- Dona una Obra para la Colección Inaugural del Museo Bolivarino de Santa Marta
- 1987 Dibujantes Colombianos Modernos, Museo de Artes Universidad Nacional - Bogotá
- Paralelos, Exposición Binacional, Centro Colombo Americano – Bogotá
- 1988 Realiza afiche y litografía para el Décimo Congreso de Medicina Interna – Cartagena
- 1989 Exposición Individual en el Museo de Arte Moderno – Cartagena
- 1990 Expone Individualmente Oleos y Dibujos en la Galería El Museo – Bogotá
- 1991 FIART, Feria Internacional del Arte, Centro de Convenciones – Bogotá
- 1993 Expone Individualmente Oleos de Pequeños Formatos, Museo Bolivariano – Santa Marta
- ARFI, Arte Feria Internacional, Centro de Convenciones – Bogotá
- 1994 XXXV Salón de Artistas – Bogotá
- 1996 Autorretrato Colombiano del Siglo XX, Centro Colombo Americano - Bogotá
- 1994 Viaja a Cuba y conoce en La Habana al pintor y dibujante cubano, Roberto Fabelo
- 1995 Grandes Maestros, Galería Arte Autopista - Medellín
- 1996 Autorretrato Colombiano del Siglo XX, Centro Colombo Americano – Bogotá
- 1997 Expone Individualmente en la Galería Arte Autopista – Medellín
- Cracow International Print Triennial Society Collections, Kagawa – Japón
- 2001 Contermporary Art Auction, Durban Segnini Auction House – Miami
- 2002 Arborizarte, Fundación Corazón Verde, Originales Múltiples de las obras subastadas por CHRISTIE´S
- 2004 Animarte, Fundación Corazón Verde, Originales Múltiples de las obras subastadas por CHRISTIE´S
- 2007 Equusarte, Fundación Corazón Verde, Originales Múltiples de las obras subastadas por CHRISTIE´S
- 2007 Realiza Exposición Retrospectiva en la Agencia Española de Cooperación Internacional – Cartagena de Indias
- 2012 Realiza Exposición Individual “La Pureza Visual” en el Museo de Arte Moderno – Cartagena de Indias
- 2014 Realiza Afiche y programa para 3rd Bi-annual Conference of te WFNS SPINE COMMITTEE - Cartagena

## Filmografía
- 1984 “Un Día en la Vida de Alfredo Guerrero” de Diego Carrizoza
- Audiovisual Alfredo Guerrero de Sergio Trujillo Dávila
- David Manzur, Augusto Rendón, Maripaz Jaramillo, Alfredo Guerrero, de Diego Carrizoza -  Premio Nacional de Periodismo
- 1991 Parte del Arte, de Diego Carrizoza
- 1997 Autorretrato Colombiano del Siglo XX - Centro Colombo Americano - Bogotá
- 2007 Alfredo Guerrero – Retrospectiva, Costa Caribe – Cartagena
- 2011 Alfredo Guerrero, de Rafa Martínez, reseñado por las revistas Portable y The New Filmaker
- 2013 Seducción: Realismo Extremo, década del setenta en Colombia
- 2013 Seducción Hiperrealismo, década del setenta en Colombia

## Premios y distinciones
Ha recibido las siguientes distinciones:
- Medalla de Oro II Bienal Americana de Artes Gráficas, Cali - Colombia
- Premio XXV Salón Nacional de Artes Visuales, Bogotá – Colombia
- Mención VI Bienal Internacional de Grabado, Cracovia - Polonia
- Medalla al Mérito Gobernación de Bolívar, Cartagena – Colombia
- Medalla Alcaldía de Cartagena de Indias – Colombia
- Recibe de la Alcaldía de Cartagena de Indias Pergamino como Hijo Emérito – Cartagena de Indias
- Medalla Fundecar Cartagena de Indias – Colombia 1992
- Medalla Patrimonio Histórico Cartagena de Indias – Colombia
- 1995 la Sociedad de Mejoras Públicas de Cartagena de Indias lo declara Patrimonio Cultural con otros Artistas Plásticos y escritores Cartageneros
- Grandes Maestros Museo Bolivariano, Santa Marta – Colombia
- Decreto 108 de 2015 de la Gobernación del departamento de Bolívar - Reconocimiento en beneficio del arte y de la cultura de Cartagena
- Pergamino de Bellas Artes y Ciencias de Bolívar por su aporte al fortalecimiento del arte y al patrimonio cultural, Cartagena - Colombia 2015
- Medalla Epifanio Garay - Bellas Artes y Ciencias de Bolívar 2015

## Colecciones
Su obra se encuentra en colecciones públicas como:
- Museo de Arte Moderno de Bogotá -  Colombia
- Museo de Arte Contemporáneo de la Universidad Nacional, Bogotá – Colombia
- Museo de Arte de Moderno de Quito -  Ecuador
- Museo de Arte Moderno de Cartagena de Indias – Colombia
- Museo de Arte Moderno de Dallas, Texas – Estado Unidos
- California College of Arts and Grafts, Estado Unidos
- Graphics Society Nashua, New Hasmpshire, Estado Unidos
- Biblioteca Luis Ángel Arango, Bogotá – Colombia
- Museo Nacional, Bogotá – Colombia
- Biblioteca del Congreso de Washington – Estados Unidos
- Museo Degii Ufizzi, Florencia  - Italia
- Museo de Arte Latinoamericano, Managua – Nicaragua
- Museo Bolivariano, Santa Marta – Colombia
- Casa de Nariño, Bogotá – Colombia
- Museo Galería La Aduana, Barranquilla – Colombia
- Banco de la República, Cartagena de Indias – Colombia
- Museo de Antioquia, Medellín – Colombia
- Colección Club Colombia, Cali - Colombia
- Colección Avianca del Museo de Arte Moderno, Bogotá – Colombia